# Стародубцева, Лидия Владимировна
Лидия Владимировна Стародубцева (укр. Лідія Володимирівна Стародубцева; род. 25 декабря 1962, Харьков) — историк культуры, доктор философских наук, профессор, заведующая кафедрой медиа-коммуникаций Харьковского национального университета имени В. Н. Каразина, автор и ведущая серии телепрограмм, радиожурналист, режиссёр, продюсер, арт-куратор.
Автор и ведущая телепрограмм «Чайная церемония» на канале Р1 (2005—2006), «Диалоги» на «7 канале» (2011—2014), «Арт-Допрос» на канале «Simon» (с 2014 г.).
Автор сценария и продюсер короткометражных фильмов «Вино убивает» и «Дни страха», автор сценария, режиссёр и продюсер фильма «Время истекло» (США-Чехия-Украина, 2014).
Организатор и модератор серии культурных проектов, среди которых дискуссионные клубы «Полилог» и «Un-Vacuum», киноклуб «El Topos».
Арт-куратор выставок «Утопия Ваг Гога» и «Техно-арт-мистерия». Член Национального Союза художников Украины.
Главный редактор серии культурологических изданий и сборников статей («Бриколаж», «Символ», «Ex nihilo», «Полилог», «El Topos: Как возможна философия кино?», «Какой модерн?» и др.).